# Йордан Димитров
Йордан Александров Димитров е български офицер от запаса, генерал-майор, бивш футболен деятел, бивш изпълнителен директор на ПФК Миньор (Перник).

## Кратка биография
Роден на 27 май 1953 г. в с. Говедарци, Самоковско.
Завършва средното си образование в техникум по механотехника през юни 1971 г. Завършва Висшето училище „Васил Левски“ (1975) и Военната академия „Георги Раковски“ (1985).
Като кадрови военнослужещ по разпределение е офицер в Сливница (1975 – 1980), после е старши-помощник в Министерствотото на отбраната (1980 – 1990).
На 25 юли 1997 г. е назначен за началник на войските на министерството на транспорта.На 24 септември 1998 г. е освободен от длъжността началник на Войските на Министерството на транспорта и назначен за началник на Главния щаб и командващ Войските на Министерството на транспорта. На 3 май 1999 г. е удостоен с висше военно звание генерал-майор. На 7 юли 2000 г. е удостоен с висше военно звание генерал-майор (2 звезди). На 17 януари 2002 г. е освободен от началник на Главния щаб и командващ Войските на Министерството на транспорта и от кадрова военна служба.
Генерал Йордан Димитров е известен футболен деятел, като през годините е бил в надзорните съвети на:
- ПФК Велбъжд (Кюстендил) (до 2001 г., когато „Велбъжд“ се обединява с „Локомотив“ (Пловдив), а оригиналното дружество е закрито),
- ПФК Рилски спортист (Самоков),
- ПФК Миньор (Бобов дол) и
- 2 пъти начело на ПФК Миньор (Перник).

Бил е член на Изпълнителния комитет на Българския футболен съюз от 2001 до 2005 г.
За периода от 1 юли 2015 г. до 5 май 2016 г. е началник на отдел „Жилищен фонд“ в Изпълнителна агенция „Военни клубове и военно-почивно дело“ към Министерство на отбраната.